# Vaccinium margarettiae
Vaccinium margarettiae är en ljungväxtart som beskrevs av William Willard Ashe. Vaccinium margarettiae ingår i Blåbärssläktet, och familjen ljungväxter. Inga underarter finns listade i Catalogue of Life.